# Впіймати кролика
«Впійма́ти кро́лика» (англ. Catch that rabbit) — науково-фантастичне оповідання американського письменника Айзека Азімова, опубліковане в лютому 1944 журналом Astounding Science Fiction. Оповідання увійшло до авторських збірок «Я, робот» (I, Robot, 1950), «Все про роботів» (The Complete Robot, 1982). Головними персонажами є Майкл Донован та Грегорі Пауелл.

## Сюжет
Завданням Донована та Пауелла є перевірка нової моделі робота-комплекса ДВ-5 (Дейв) виробництва U.S. Robots and Mechanical Men, Inc., призначеного для збирання руди на астероїдній шахті. ДВ-5 влаштований таким чином, що головний робот, котрий слугує мозком, має у своєму підпорядкуванні шість допоміжних роботів, яких називають «пальцями». Донован помічає, що роботи не завжди добувають руду, і ділиться спостереженням з Пауеллом. Після бесіди з ДВ-5 Пауелл з'ясовує, що про такі моменти робот нічого не пам'ятає. Спостереження в польових умовах теж не дають результатів, оскільки присутність людей впливає на прийняття рішень роботами і такі випадки не трапляються (це один з ранніх прикладів гайзенбага).
Донован та Пауелл будують різні гіпотези, однак всі вони є малоймовірними. Врешті робототехніки вирішують встановити камери та прослідкувати за роботами — «щоб приготувати рагу з кролика, треба спочатку його спіймати».
Під час одного із спостережень вони бачать, як всі роботи, вишикувавшись в колону, одночасно здійснюють дивні рухи, що нагадують воєнне марширування. Зв'язатися із роботами за допомогою радіо не вдається, тому робототехніки йдуть за ними до шахти. При їх наближенні роботи виходять із дивного стану та продовжують роботу, ДВ-5 каже їм, що нічого не пам'ятає. Тоді Пауелл та Донован розпитують «пальця», він робототехнікам повідомляє, що до того, як головний робот дає команду «марширувати», він посилає якусь іншу команду, однак «пальці» не встигають її прийняти. Робототехніки помічають, що невідома команда від ведучого робота надходить у критичних ситуаціях — до прикладу, коли стався обвал. Зробивши припущення, що ДВ-5 «зависає», через перевантаження відповідальністю за велику кількість підпорядкованих йому роботів, робототехніки влаштовують обвал для перевірки гіпотези. При цьому вони випадково завалили самі себе, і щоб вивести ДВ-5 із «зависання», їм довелося вивести з ладу одного «пальця».